# Пейзаж (свиток Сэссю)
«Пейзаж» (яп. 紙本墨画淡彩山水図) — свиток авторства Сэссю, выполненный в технике «живопись тушью». Входит в реестр Национальных сокровищ Японии. В настоящее время находится в собрании семьи Охара в Курасики (префектура Окаяма).

## Описание
Свиток был создан в технике син (яп. 真), то есть, с использованием чётких контуров, в отличие от традиционных для Сэссю работ в стилистике сё (яп. 草) или хацубоку (яп. 溌墨) (разлетающаяся тушь). Пейзаж считается одной из последних работ художника. Вертикальный акцент сосредоточен на двух соснах, которые находятся на центральной горной вершине; дальний берег создаёт более «современную» линию горизонта, не типичную для того периода, а зигзагообразная дорожка, ведущая к павильону, создаёт эффект «пространственной глубины» изображения. По дорожке идёт пожилой странник в сопровождении молодого слуги — повторяющиеся образы в пейзажах Сессю. Контраст между разбавленной тушью для изображения моря и неба и более концентрированным тёмным оттенком скал и растительности, а также выразительное использование фонового цвета бумаги помогает создать, по мнению исследователя Хироми Цуцуи, «ощущение чрезвычайной интенсивности». Для изображения сосновых игл добавлены штрихи зелёного цвета, а для зданий — оранжевого; чернила, добавленные к бледно-желтой краске на тропинке, практически создают эффект теней отбрасываемых камнями.

## Надписи
В левой части свитка стоит подпись и печать Сэссю, а в верхней части — две потические подписи или гасан (яп. 画賛) друзей художника. Правая принадлежит священнику Бокусё Сюсё (яп. 牧松周省), левая (поставлена в 1507 году, спустя год после смерти Сэссю) — монаху и дипломату Рёану Кэйго.
嶮崖径折繞羊腸   Горный обрыв, по извилистой тропинке вдоль изгибов
白髪蒼頭歩似徉   седой старец и его слуга идут пешком,
旧日韋村枯竹短   из давних времён деревни цвета загорелой кожи, увядшие пеньки от бамбука,
前朝簫寺老松長   поблизости от храма, возвышаются старые сосны,
東漂西泊舟千里   на восток по воде, на западе на якоре лодки отправляются в путешествие в тысячу ли,
北郭南涯夢一場   северные районы, южные берега соединяются во сне.
我亦相従欲帰去   Я тоже последую по этому пути,
青山聳処是家郷   где возвышаются голубые горы, где моя родная деревня.
     牧松周省書          Бокусё Сюсё
詩画尋常欲遣情   Поэзия и живопись вызывают приятные чувства,
人間何地卜長生   но где люди живут долго?
層巒畳嶂剣鋩矗    В горный цепях, где пики торчат, как кинжалы,
極浦廻塘屏障横   далеко отгорожена изогнутая бухта,
径路岩隈蟠繚繞   узкая тропинка вьётся меж скалами,
楼台樹蔭聳崢嶸   башни и деревья взмывают вверх.
牧松遣韻雪舟逝   Бокусё оставил своё стихотворение, Сэссю тоже покинул этот мир,
天末残涯春夢驚   Утрата их обоих тревожит пейзаж моих снов.
     永正丁印上巳前一日          Эйсё 4, третий месяц, второй день
     大明皇華前南褝 了庵八十三載書于雲谷寓舎          Рёан, императорский посланник в династии Мин, бывший монах из Нандзэн-дзи, в возрасте 83, у Ункоку-ан

## История
Свиток стал известен в XVII веке, когда его скопировал Кано Танъю. На долгое время он исчез из вида, но в 1906 году оказался в «магазине антиквара» в Киото. Там его продали за 10 тысяч йен, позже Магосабуро Охара купил его за 160 тысяч йен. В настоящее время свиток находится в собрании семьи Охара.